# CD5 (protein)
CD5  là một cụm biệt hóa thể hiện trên bề mặt tế bào T (nhiều loại khác nhau) và trong một tập nhỏ của các tế bào B ở chuột là B-1a. Sự biểu hiện của thụ thể này trong tế bào B ở người là một chủ đề vẫn đang gây tranh cãi và cho đến nay không có sự nhất trí về vai trò của thụ thể này như là một dấu chuẩn của tế bào B ở người. Các tế bào B-1 không có nhiều sự đa dạng về thụ thể tế bào B của chúng do thiếu enzyme Terminal deoxynucleotidyl transferase (TdT) và có thể tự hoạt hóa. CD5 làm nhiệm vụ giảm thiểu các tín hiệu kích hoạt từ thụ thể B sao cho các tế bào B-1 chỉ có thể được kích hoạt bởi các kích thích rất mạnh (như các protein của vi khuẩn) chứ không phải bởi các protein mô thông thường. CD5 được sử dụng như là một dấu chuẩn cho tế bào T trước khi các kháng thể đơn dòng cho CD3 được phát triển.
Ở người, gen nằm trên cánh dài của nhiễm sắc thể 11. Không có chất gắn (ligand) xác định cho CD5 nhưng có bằng chứng cho thấy rằng CD72, lectin loại C, có thể là chất gắn hoặc CD5 là ưa kháng nguyên đặc thù, gắn với CD5 trên bề mặt của các tế bào khác. CD5 bao gồm một miền protein thụ thể scavenger giàu cysteine (SRCR) .
Tế bào T biểu hiện nồng độ CD5 cao hơn tế bào B. CD5 được điều chỉnh mạnh lên các tế bào T được hoạt hóa mạnh. Ở tuyến ức, có sự tương quan giữa biểu hiện CD5 và cường độ tương tác của tế bào T đối với peptide của bản thân.

## Dấu chuẩn immunohistochemistry
CD5 là một dấu chuẩn tốt cho tế bào T, mặc dù không nhạy như CD3. Khoảng 76% khối u tế bào T được báo cáo có biểu hiện CD5, và nó cũng được tìm thấy ở bệnh bạch cầu lympho bào mãn tính và u lympho tế bào vỏ (cả hai đều là tế bào B ác tính). CD5 thường không tìm thấy trong u lympho biểu bì tế bào T, sự vắng mặt của nó có thể được sử dụng như một dấu hiệu của ác tính trong trường hợp này. Sự vắng mặt của CD5 trong tế bào T ở bệnh bạch cầu nguyên bào cấp tính, dù tương đối hiếm, có liên quan với tiến triển bệnh xấu.